# Adrián Romero Martínez
Adrián Romero Martínez (Maracaibo, 4 de diciembre de 1976) es un abogado venezolano. Ejerció como alcalde del Municipio Maracaibo en calidad de encargado, cargo el cual fue designado por el Concejo Municipal de Maracaibo en 2024. Fue Director de Servicios Públicos de la alcaldía del Municipio Maracaibo. También fue candidato a la alcaldía en las Elecciones municipales de Venezuela de 2025.

## Biografía
Egresó como abogado de la Universidad del Zulia (LUZ), donde también se destacó como dirigente estudiantil, desempeñándose como presidente del Centro de Estudiantes de Derecho y vicepresidente de la Federación de Centros Universitarios.
Durante su infancia y adolescencia, participó activamente en actividades deportivas, siendo miembro de las Pequeñas Ligas de Coquivacoa y de la selección de baloncesto del Colegio San Vicente de Paúl, institución donde cursó su educación básica y media.
En los últimos años ha ocupado varios cargos en la administración municipal.  Entre 2008 y 2012 fue Intendente de Seguridad de la Ciudad de Maracaibo.
En 2023 fue nombrado director de la Fundación Plaza para Todos, desde donde promovió la recuperación de ese espacio para eventos culturales y masivos, incluyendo el retorno del Festival Internacional de la Orquídea. 
En 2024, antes de su designación como alcalde encargado, se desempeñó como director general de Servicios Públicos de la Alcaldía de Maracaibo, liderando programas en alumbrado, aseo urbano y mantenimiento de plazas públicas.
Romero mantiene una activa presencia en redes sociales, donde comparte contenidos relacionados con su gestión municipal.

## Alcalde de Maracaibo
El Concejo Municipal de Maracaibo designó durante una sesión extraordinaria, realizada el 10 de octubre a Romero como alcalde encargado. La decisión se tomó tras la detención del alcalde de la ciudad, Rafael Ramírez, el 2 de octubre por presuntos delitos de corrupción.
En la reunión estuvieron presentes el síndico procurador, Víctor Velasco; el contralor de la Contraloría Municipal de Maracaibo, Antonio Bermúdez; la primera dama de la ciudad, Vanessa Linares de Ramirez; y público en general. Los 13 concejales debatieron y 8 votaron a favor de Romero, quien fue postulado por la concejala Elizabeth Martínez
"Quiero proponer a un hombre íntegro, lleno de muchísimo amor por la ciudad, un hombre que estoy seguro de que no solo va a continuar con el alcalde Rafael Ramírez, sino que va a demostrar de lo que estamos hechos los marabinos que queremos ver a nuestra ciudad limpia, que queremos ver a nuestra ciudad brillante (...) Ese hombre es Adrián Romero".
Desde su designación como alcalde encargado de Maracaibo en octubre de 2024, Romero ha dado continuidad a los programas de atención social y recuperación de servicios públicos en el municipio.
Su administración ha priorizado acciones en materia de recolección de desechos sólidos, mantenimiento de espacios públicos y mejora del alumbrado urbano, en especial en comunidades populares. Asimismo, ha promovido operativos integrales en sectores priorizados, articulando con diversas dependencias municipales.
Romero también ha impulsado la reorganización de recursos presupuestarios tras la contingencia institucional generada por la ausencia del alcalde titular, gestionando la aprobación de una reprogramación de partidas a través del Consejo Local de Planificación Pública y el Concejo Municipal.